# Bahnstrecke Duisburg-Ruhrort–Mönchengladbach
| heutiger Streckenverlauf | |                                      |                                      |
| Streckennummer (DB): | 2332 (Duisburg-Homberg–Duisburg-Trompet) 2 (Duisburg-Trompet–Krefeld-Uerdingen) 2520 (Krefeld-Uerdingen–Mönchengladbach)                                            |                                      |                                      |
| Kursbuchstrecke (DB): | 490 (Duisburg–Mönchengladbach) 485 (Viersen–Mönchengladbach) |                                      |                                      |
| Kursbuchstrecke: | 244 (1946) 243 (Duisburg Hbf – Rheinhausen 1946) 243a (Trompet – Krefeld Hbf 1946) 242, 245n (Krefeld-Oppum – Krefeld Hbf 1946) 246 (Viersen – M Gladbach Hbf 1946) |                                      |                                      |
| Streckenlänge: | 42 km |                                      |                                      |
| Spurweite: | 1435 mm (Normalspur) |                                      |                                      |
| Stromsystem: | 15 kV 16,7 Hz ~ |                                      |                                      |
| Streckengeschwindigkeit: | 120 km/h |                                      |                                      |
| | |                                      |                                      |
| \| \| \| Strecke von Oberhausen \| \| \| \| \| Hauptstrecke von Essen \| \| \| \| \| Duisburg Hbf \| \| \| \| \| Hauptstrecke nach Düsseldorf \| \| \| \| \| Güterstrecke von Duisburg-Wedau \| \| \| \| 14,102 \| Duisburg-Hochfeld Süd Abzw \| Duisburg-Hochfeld Süd Abzw \| \| \| 13,9+97,9 13,8+600,0 \| Kilometrierungssprung Strecke 2505 \| Kilometrierungssprung Strecke 2505 \| \| \| 13,8+257 \| Duisburg-Hochfeld Süd (Hp) \| Duisburg-Hochfeld Süd (Hp) \| \| \| 13,0 \| Duisburg-Hochfelder Eisenbahnbrücke \| Duisburg-Hochfelder Eisenbahnbrücke \| \| \| 11,8 \| Rheinhausen Ost \| Rheinhausen Ost \| \| \| 10,2 \| Rheinhausen \| Rheinhausen \| \| \| \| Strecke von Duisburg-Meiderich Süd \| \| \| \| 107,3 00,0 00,0 \| Duisburg-Ruhrort \| Duisburg-Ruhrort \| \| \| \| ehem. Trajekt Ruhrort–Homberg \| \| \| \| (105,9) (5,6) (0,0 \| Homberg (Nrh) \| Homberg (Nrh) \| \| \| 4,6 00,0 \| Trompet-Sachtleben A (Anst) \| Trompet-Sachtleben A (Anst) \| \| \| (104,6) (4,3) (0,0 \| Homberg (Nrh)-Essenberg \| Homberg (Nrh)-Essenberg \| \| \| (104,5) 4,2 00,0 \| Trompet-Sachtleben B (Anst) \| Trompet-Sachtleben B (Anst) \| \| \| (103,3) 3,0 00,0 \| Trompet-Sachtleben C (Anst) \| Trompet-Sachtleben C (Anst) \| \| \| \| ehem. von Duisburg-Baerl \| \| \| \| \| Niederrheinstrecke von Xanten \| \| \| \| (100,3) 0,0 00,0 \| Trompet \| Trompet \| \| \| \| Rumeln \| \| \| \| (97,4) (4,0) (0,0 \| Kaldenhausen \| Kaldenhausen \| \| \| 7,5 \| Duisburg-Mühlenberg (Abzw) \| Duisburg-Mühlenberg (Abzw) \| \| \| \| Hohenbudberg \| \| \| \| 6,5 \| Krefeld-Hohenbudberg Chempark \| Krefeld-Hohenbudberg Chempark \| \| \| (95,6) (2,2) (0,0 \| Hohenbudberg Hp [2] \| Hohenbudberg Hp [2] \| \| \| \| (Strecke nach Osterath) \| \| \| \| \| Krefeld-Uerdingen [3] \| \| \| \| 93,7 (0,3) 4,3 \| Krefeld-Uerdingen Hp [4] \| Krefeld-Uerdingen Hp [4] \| \| \| 1,7 \| Krefeld-Linn \| Krefeld-Linn \| \| \| \| Linksniederrheinstrecke von Neuss \| \| \| \| 90,5 00,00 0,0 \| Krefeld-Oppum \| Krefeld-Oppum \| \| \| 87,4 00,0 00,0 \| Krefeld Hbf \| Krefeld Hbf \| \| \| \| Linksniederrheinstrecke nach Kleve \| \| \| \| \| Museumsbahn St. Tönis–Hülser Berg \| \| \| \| \| Anschlussgleis Krefeld Stahlwerk \| \| \| \| 81,9 00,0 00,0 \| Forsthaus \| Forsthaus \| \| \| 79,9 00,0 00,0 \| Hochbend \| Hochbend \| \| \| 77,8 00,0 00,0 \| Anrath \| Anrath \| \| \| 74,9 00,0 00,0 \| Niers \| Niers \| \| \| \| Strecke von Venlo \| \| \| \| 72,7 ≡ 73,40,0 \| Kilometersprung durch Neutrassierung \| Kilometersprung durch Neutrassierung \| \| \| \| (neue Trasse ab 1917) \| \| \| \| 72,7 00,0 00,0 \| Viersen BME \| Viersen BME \| \| \| 71,90,0 \| Viersen Pbf (ehem. Viersen RhE) \| Viersen Pbf (ehem. Viersen RhE) \| \| \| 71,20,0 \| Viersen Gbf \| Viersen Gbf \| \| \| \| ehem. Strecke nach Neuss \| \| \| \| 69,1 00,00 0,0 \| Helenabrunn (alt) \| Helenabrunn (alt) \| \| \| 68,80,0 \| Viersen-Helenabrunn \| Viersen-Helenabrunn \| \| \| ←00,0 \| (neue Trasse ab 1917) \| (neue Trasse ab 1917) \| \| \| \| Güterumgehungsbahn nach Rheydt \| \| \| \| \| ehem. Strecke Rheydt–Krefeld \| \| \| \| \| ehem. Strecke von MG-Neuwerk \| \| \| \| \| Strecke von Düsseldorf \| \| \| \| 63,9 00,0 00,0 \| Mönchengladbach Hbf \| Mönchengladbach Hbf \| \| \| \| Strecke nach Rheydt-Geneicken \| \| \| \| \| Strecke nach Aachen \| \| \| \| \| \| \| \| Quellen: [5][6] \| \| \| \| | |                                      |                                      |
| Strecke | | Strecke von Oberhausen               | Strecke von Oberhausen               |
| Abzweig geradeaus und von links | | Hauptstrecke von Essen               | Hauptstrecke von Essen               |
| Bahnhof mit S-Bahn-Halt | | Duisburg Hbf                         | Duisburg Hbf                         |
| Abzweig geradeaus und nach links | | Hauptstrecke nach Düsseldorf         | Hauptstrecke nach Düsseldorf         |
| Abzweig geradeaus und von links | | Güterstrecke von Duisburg-Wedau      | Güterstrecke von Duisburg-Wedau      |
| Blockstelle | 14,102 | Duisburg-Hochfeld Süd Abzw           | Duisburg-Hochfeld Süd Abzw           |
| Kilometer-Wechsel | 13,9+97,9 13,8+600,0 | Kilometrierungssprung Strecke 2505   | Kilometrierungssprung Strecke 2505   |
| Haltepunkt / Haltestelle | 13,8+257 | Duisburg-Hochfeld Süd (Hp)           | Duisburg-Hochfeld Süd (Hp)           |
| Brücke über Wasserlauf | 13,0 | Duisburg-Hochfelder Eisenbahnbrücke  | Duisburg-Hochfelder Eisenbahnbrücke  |
| Haltepunkt / Haltestelle | 11,8 | Rheinhausen Ost                      | Rheinhausen Ost                      |
| Bahnhof | 10,2 | Rheinhausen                          | Rheinhausen                          |
| Strecke · Strecke | | Strecke von Duisburg-Meiderich Süd   | Strecke von Duisburg-Meiderich Süd   |
| Haltepunkt / Haltestelle Strecke ab hier außer Betrieb · Strecke | 107,3 00,0 00,0 | Duisburg-Ruhrort                     | Duisburg-Ruhrort                     |
| Eisenbahnfähre (Strecke außer Betrieb) · Strecke | | ehem. Trajekt Ruhrort–Homberg        | ehem. Trajekt Ruhrort–Homberg        |
| Bahnhof (Strecke außer Betrieb) · Strecke | (105,9) (5,6) (0,0 | Homberg (Nrh)                        | Homberg (Nrh)                        |
| Blockstelle (Strecke außer Betrieb) · Strecke | 4,6 00,0 | Trompet-Sachtleben A (Anst)          | Trompet-Sachtleben A (Anst)          |
| Haltepunkt / Haltestelle (Strecke außer Betrieb) · Strecke | (104,6) (4,3) (0,0 | Homberg (Nrh)-Essenberg              | Homberg (Nrh)-Essenberg              |
| Betriebsstelle Strecke bis hier außer Betrieb · Strecke | (104,5) 4,2 00,0 | Trompet-Sachtleben B (Anst)          | Trompet-Sachtleben B (Anst)          |
| Blockstelle · Strecke | (103,3) 3,0 00,0 | Trompet-Sachtleben C (Anst)          | Trompet-Sachtleben C (Anst)          |
| Kreuzung geradeaus oben (Querstrecke außer Betrieb) · Strecke quer (außer Betrieb) · Abzweig geradeaus und ehemals von rechts | | ehem. von Duisburg-Baerl             | ehem. von Duisburg-Baerl             |
| Abzweig geradeaus und von rechts · Strecke | | Niederrheinstrecke von Xanten        | Niederrheinstrecke von Xanten        |
| Bahnhof · Strecke | (100,3) 0,0 00,0 | Trompet                              | Trompet                              |
| Abzweig ehemals geradeaus und nach links · Haltepunkt / Haltestelle quer · Abzweig geradeaus, nach rechts und von rechts | | Rumeln                               | Rumeln                               |
| Bahnhof (Strecke außer Betrieb) · Strecke | (97,4) (4,0) (0,0 | Kaldenhausen                         | Kaldenhausen                         |
| Strecke (außer Betrieb) · Strecke von links · Abzweig ehemals geradeaus und nach rechts | 7,5 | Duisburg-Mühlenberg (Abzw)           | Duisburg-Mühlenberg (Abzw)           |
| Strecke (außer Betrieb) · Strecke · Bahnhof (Strecke außer Betrieb) | | Hohenbudberg                         | Hohenbudberg                         |
| Strecke (außer Betrieb) · Haltepunkt / Haltestelle · Strecke (außer Betrieb) | 6,5 | Krefeld-Hohenbudberg Chempark        | Krefeld-Hohenbudberg Chempark        |
| Haltepunkt / Haltestelle (Strecke außer Betrieb) · Strecke · Strecke (außer Betrieb) | (95,6) (2,2) (0,0 | Hohenbudberg Hp                      | Hohenbudberg Hp                      |
| Strecke nach links (außer Betrieb) · Abzweig geradeaus, nach links und ehemals von rechts · Abzweig ehemals geradeaus und von rechts | | (Strecke nach Osterath)              | (Strecke nach Osterath)              |
| Strecke · Dienststation / Betriebs- oder Güterbahnhof | | Krefeld-Uerdingen                    | Krefeld-Uerdingen                    |
| Haltepunkt / Haltestelle · Strecke | 93,7 (0,3) 4,3 | Krefeld-Uerdingen Hp                 | Krefeld-Uerdingen Hp                 |
| Bahnhof · Dienststation / Betriebs- oder Güterbahnhof | 1,7 | Krefeld-Linn                         | Krefeld-Linn                         |
| Strecke · Abzweig nach links und von links | | Linksniederrheinstrecke von Neuss    | Linksniederrheinstrecke von Neuss    |
| Haltepunkt / Haltestelle · Haltepunkt / Haltestelle | 90,5 00,00 0,0 | Krefeld-Oppum                        | Krefeld-Oppum                        |
| Bahnhof · Bahnhof | 87,4 00,0 00,0 | Krefeld Hbf                          | Krefeld Hbf                          |
| Kreuzung · Abzweig geradeaus und nach rechts | | Linksniederrheinstrecke nach Kleve   | Linksniederrheinstrecke nach Kleve   |
| Kreuzung geradeaus oben · Strecke nach rechts | | Museumsbahn St. Tönis–Hülser Berg    | Museumsbahn St. Tönis–Hülser Berg    |
| Abzweig geradeaus und nach links | | Anschlussgleis Krefeld Stahlwerk     | Anschlussgleis Krefeld Stahlwerk     |
| Haltepunkt / Haltestelle | 81,9 00,0 00,0 | Forsthaus                            | Forsthaus                            |
| ehemaliger Haltepunkt / Haltestelle | 79,9 00,0 00,0 | Hochbend                             | Hochbend                             |
| Haltepunkt / Haltestelle | 77,8 00,0 00,0 | Anrath                               | Anrath                               |
| Brücke über Wasserlauf | 74,9 00,0 00,0 | Niers                                | Niers                                |
| Abzweig geradeaus und von rechts | | Strecke von Venlo                    | Strecke von Venlo                    |
| Kilometer-Wechsel | 72,7 ≡ 73,40,0 | Kilometersprung durch Neutrassierung | Kilometersprung durch Neutrassierung |
| Verschwenkung von links (Strecke außer Betrieb) · Verschwenkung von rechts | | (neue Trasse ab 1917)                | (neue Trasse ab 1917)                |
| Bahnhof (Strecke außer Betrieb) · Strecke | 72,7 00,0 00,0 | Viersen BME                          | Viersen BME                          |
| Strecke (außer Betrieb) · Bahnhof | 71,90,0 | Viersen Pbf (ehem. Viersen RhE)      | Viersen Pbf (ehem. Viersen RhE)      |
| Strecke (außer Betrieb) · Dienststation / Betriebs- oder Güterbahnhof | 71,20,0 | Viersen Gbf                          | Viersen Gbf                          |
| Strecke (außer Betrieb) · Abzweig geradeaus und ehemals nach links | | ehem. Strecke nach Neuss             | ehem. Strecke nach Neuss             |
| Haltepunkt / Haltestelle (Strecke außer Betrieb) · Strecke | 69,1 00,00 0,0 | Helenabrunn (alt)                    | Helenabrunn (alt)                    |
| Strecke (außer Betrieb) · Dienststation / Betriebs- oder Güterbahnhof | 68,80,0 | Viersen-Helenabrunn                  | Viersen-Helenabrunn                  |
| Verschwenkung nach links (Strecke außer Betrieb) · Verschwenkung nach rechts | ←00,0 | (neue Trasse ab 1917)                | (neue Trasse ab 1917)                |
| Abzweig geradeaus und nach rechts | | Güterumgehungsbahn nach Rheydt       | Güterumgehungsbahn nach Rheydt       |
| Kreuzung geradeaus unten (Querstrecke außer Betrieb) | | ehem. Strecke Rheydt–Krefeld         | ehem. Strecke Rheydt–Krefeld         |
| Abzweig geradeaus und ehemals von links | | ehem. Strecke von MG-Neuwerk         | ehem. Strecke von MG-Neuwerk         |
| Abzweig geradeaus und von links | | Strecke von Düsseldorf               | Strecke von Düsseldorf               |
| Bahnhof mit S-Bahn-Halt | 63,9 00,0 00,0 | Mönchengladbach Hbf                  | Mönchengladbach Hbf                  |
| Abzweig geradeaus und nach links | | Strecke nach Rheydt-Geneicken        | Strecke nach Rheydt-Geneicken        |
| Strecke | | Strecke nach Aachen                  | Strecke nach Aachen                  |
| | |                                      |                                      |
| Quellen: | |                                      |                                      |

Die Bahnstrecke Duisburg-Ruhrort–Mönchengladbach ist eine historisch bedeutsame, heute aber zum Teil stillgelegte Eisenbahnstrecke in Deutschland. Die Strecke wurde von der Ruhrort-Crefeld-Kreis Gladbacher Eisenbahn-Gesellschaft (RCG) erbaut, die 1847 eine entsprechende Konzession erhalten hatte.
Der größere Teil der Strecke bildet heute zusammen mit dem westlichen Teil der Ruhrgebietsstrecke der Rheinischen Eisenbahn-Gesellschaft (RhE) eine der wichtigsten Eisenbahnverbindungen des linken Niederrheins von Duisburg Hbf nach Mönchengladbach Hbf.

## Geschichte

### Anfangszeit
Die Bahnstrecke Ruhrort–Crefeld–Kreis Gladbach sollte ein Verkehrsweg sein, um die im Ruhrgebiet geförderte Kohle zu den Verbrauchern am linken Niederrhein bringen zu können. Die RCG schloss daher einen Vertrag mit der Köln-Mindener Eisenbahn-Gesellschaft (CME), der zu diesem Zeitpunkt einzigen Bahngesellschaft, die bereits im nördlichen Ruhrgebiet tätig war. Diese baute eine in Oberhausen von ihrer Stammstrecke ausgehende Stichstrecke nach Ruhrort, die 14. Oktober 1848 fertiggestellt wurde.
Die RCG begann den Bau ihrer Strecke genau auf der gegenüberliegenden Seite des Rheines, in Homberg am linken Niederrhein, heute im Stadtgebiet von Duisburg gelegen. Die Verbindung zu dem am rechten Rheinufer befindlichen Bahnhof Ruhrort stellte dann ab dem 12. November 1852 das Trajekt Ruhrort–Homberg her, mit Hilfe dessen Personen- und Güterwagen den Strom überqueren konnten.
Am 15. Oktober 1849 wurde bereits die Strecke von Homberg über Trompet, Kaldenhausen, Uerdingen und Crefeld bis Viersen eröffnet. Auf den Tag genau zwei Jahre später am 15. Oktober 1851 erfolgte die Fertigstellung des letzten Streckenteils nach Gladbach (dem heutigen Mönchengladbach). Dort hatte sie ab 1853 Anschluss an die Bahnstrecken nach Aachen und nach Düsseldorf der Aachen-Neuß-Düsseldorfer Eisenbahn-Gesellschaft (AND).
Noch bevor sie ihre Strecke vollendet hatte, wurde die RCG am 1. April 1850 zusammen mit der AND in staatliche Verwaltung überführt und der „Königlichen Direktion der Aachen-Düsseldorf-Ruhrorter Eisenbahn-Gesellschaft“ unterstellt. Diese wurde dann am 1. Januar 1866 von der (ebenfalls staatlich verwalteten) Bergisch-Märkischen Eisenbahn-Gesellschaft (BME) übernommen.
Die BME baute daraufhin ausgehend von ihrem Bahnhof in Mülheim-Styrum eine Stichstrecke ihrer 1862 eröffneten Bahnstrecke Witten/Dortmund–Oberhausen/Duisburg nach Duisburg-Ruhrort und führte eine durchgehende Kilometrierung vom ehemaligen Bahnhof Aachen RhE/Marschierthor (Kilometer 0,0) nach Dortmund Hbf (Kilometer 164,3) ein.

### Betrieb
Nachdem die RhE ihre ursprüngliche Trajektanstalt durch die Duisburg-Hochfelder Eisenbahnbrücke ersetzt hatte, lief diese dem Trajekt Ruhrort–Homberg schnell den Rang ab. Infolgedessen verlor auch der Streckenabschnitt von Duisburg-Homberg nach Hohenbudberg zunehmend an Bedeutung. Das Trajekt Ruhrort–Homberg wurde am 19. Mai 1907 stillgelegt.
Während der Ruhrbesetzung ereignete sich am 17. März 1923 durch Sabotage ein schwerer Eisenbahnunfall in der Gemarkung Friemersheim, als eine Lokomotive mit einem Militärzug zusammenstieß. Mindestens 40 Menschen starben, eine große Zahl wurde darüber hinaus verletzt. Die Strecke wurde während der Ruhrbesetzung als Regiebetrieb französischer Feldeisenbahner geführt.
Die Strecke wurde im Zweiten Weltkrieg zwischen Homberg und Trompet beschädigt und nicht wieder in Betrieb genommen. Heute besteht nur noch Werksverkehr von Trompet zu den Anschlussstellen der Firma Sachtleben Chemie. Die im Zuge der Niederrheinstrecke geschaffene Verbindung von Rheinhausen nach Trompet (und weiter über Moers nach Kleve) erwies sich als die wirtschaftlichere, zumal der südwestlich gelegene Rangierbahnhof Hohenbudberg durch eine zusätzliche Gleisverbindung direkt angefahren werden konnte. Zwischen Trompet und Uerdingen wurde der Personenverkehr schließlich am 30. September 1961 eingestellt, der Güterverkehr folgte nur einen Tag später am 1. Oktober 1961. Alle Gleisanlagen – sofern nicht auf der Niederrheinstrecke oder der neuen Hauptstrecke von Duisburg Hbf nach Mönchengladbach genutzt – wurden komplett demontiert und sind heutzutage selbst auf Luftaufnahmen nur noch zu erahnen. Der Bahnhof Kaldenhausen wurde bereits am 25. Mai 1961 stillgelegt und in Folge komplett abgetragen.

### Verlegung
Im Jahr 1917 wurde die Strecke im Bereich Viersen verlegt. Ursprünglich verlief sie vom Bahnhof Viersen BME auf direktem Weg zwischen den heutigen Viersener Ortsteilen Helenabrunn und Heimer hindurch bis zu der Stelle nördlich der Graf-Haeseler-Straße in Mönchengladbach, wo heute die vom Bahnhof Viersen-Helenabrunn zunächst parallel zur neuen Strecke verlaufende Güterumgehungsbahn Mönchengladbach die Trasse verlässt. Auf Höhe der Ortsteile Helenabrunn und Heimer befand sich damals der Haltepunkt Helenabrunn. Seit der Verlegung verläuft die Strecke in einem Bogen nach Norden, trifft dort zunächst auf die durch die Rheinische Eisenbahn-Gesellschaft (RhE) erbaute Bahnstrecke Neuss–Viersen und erreicht schließlich den ebenfalls durch die RhE eröffneten heutigen Viersener Bahnhof.
Der Bahnhof der BME wurde nach der Verlegung nicht mehr genutzt und abgebaut. Als Ersatz für den Haltepunkt Helenabrunn wurde an der neuen Trasse auf Höhe der Neuwerker Straße unmittelbar an der heutigen Stadtgrenze von Mönchengladbach der Bahnhof Viersen-Helenabrunn (eröffnet als Helenabrunn) errichtet. Dieser befindet sich nun jedoch näher im Ortsteil Heimer und relativ weit entfernt von Helenabrunn. Auf der ehemaligen Trasse verläuft heute die L 116 (Freiheitsstraße/Kölnische Straße).

## Heutige Situation
Auch wenn der erste Streckenabschnitt von Homberg bis Hohenbudberg nicht mehr existiert, so ist der größere Teil der Strecke heute allerdings immer noch in Betrieb. Er ist mit dem westlichen Teil der Bahnstrecke Osterath–Dortmund Süd der ehemaligen Rheinischen Eisenbahn-Gesellschaft sowie deren Stichstrecke zum Bahnhof Duisburg (RhE) – heute Teil des Duisburger Hauptbahnhofs – zu einer regional sehr bedeutsamen Strecke zusammengewachsen.
Die Hauptstrecke von Duisburg Hbf über Duisburg-Hochfeld Süd und Hohenbudberg (ab hier über die historische Trasse) nach Mönchengladbach Hbf ist heute durchgehend zweigleisig und elektrifiziert.
Dringend benötigte, aber nicht durchgeführte Modernisierungsmaßnahmen verhindern bislang eine intensivere Nutzung der Strecke, so fahren zwischen Duisburg Hauptbahnhof und Rheinhausen gerade einmal vier Züge pro Stunde, davon einer Richtung Moers und Xanten, siehe Niederrheinstrecke.
Des Weiteren kreuzen die Züge dieser Strecke mit denen der Linksniederrheinischen Strecke niveaugleich in den Gleisvorfeldern des Krefelder Hauptbahnhofs, gleiches gilt für die Züge von der Bahnstrecke Mönchengladbach–Düsseldorf in Mönchengladbach Hauptbahnhof.

### Zugangebot
Die heutige Hauptstrecke wird stündlich durch den Regional-Express Niers-Haard-Express (RE 42) bedient, der Mönchengladbach und den linken Niederrhein mit dem westlichen Ruhrgebiet und Münster (Westfalen) verbindet.
Nur unwesentlich langsamer sind die jeweils im Stundentakt verkehrenden Regionalbahnen Rhein-Niers-Bahn (RB 33) von Aachen über Mönchengladbach und Duisburg nach Essen und Emscher-Niederrhein-Bahn (RB 35) von Mönchengladbach über Duisburg nach Gelsenkirchen.

### Tarif
Die gesamte Strecke liegt im Tarifgebiet des Verkehrsverbunds Rhein-Ruhr (VRR). Für Fahrten innerhalb des VRR kommt ausschließlich der Verbundtarif zur Anwendung, für Fahrten über die Verbundgrenzen hinaus existieren Anschlusstickets (auch nach Venlo), sowie der NRW-Tarif.